# Carl Spaeter

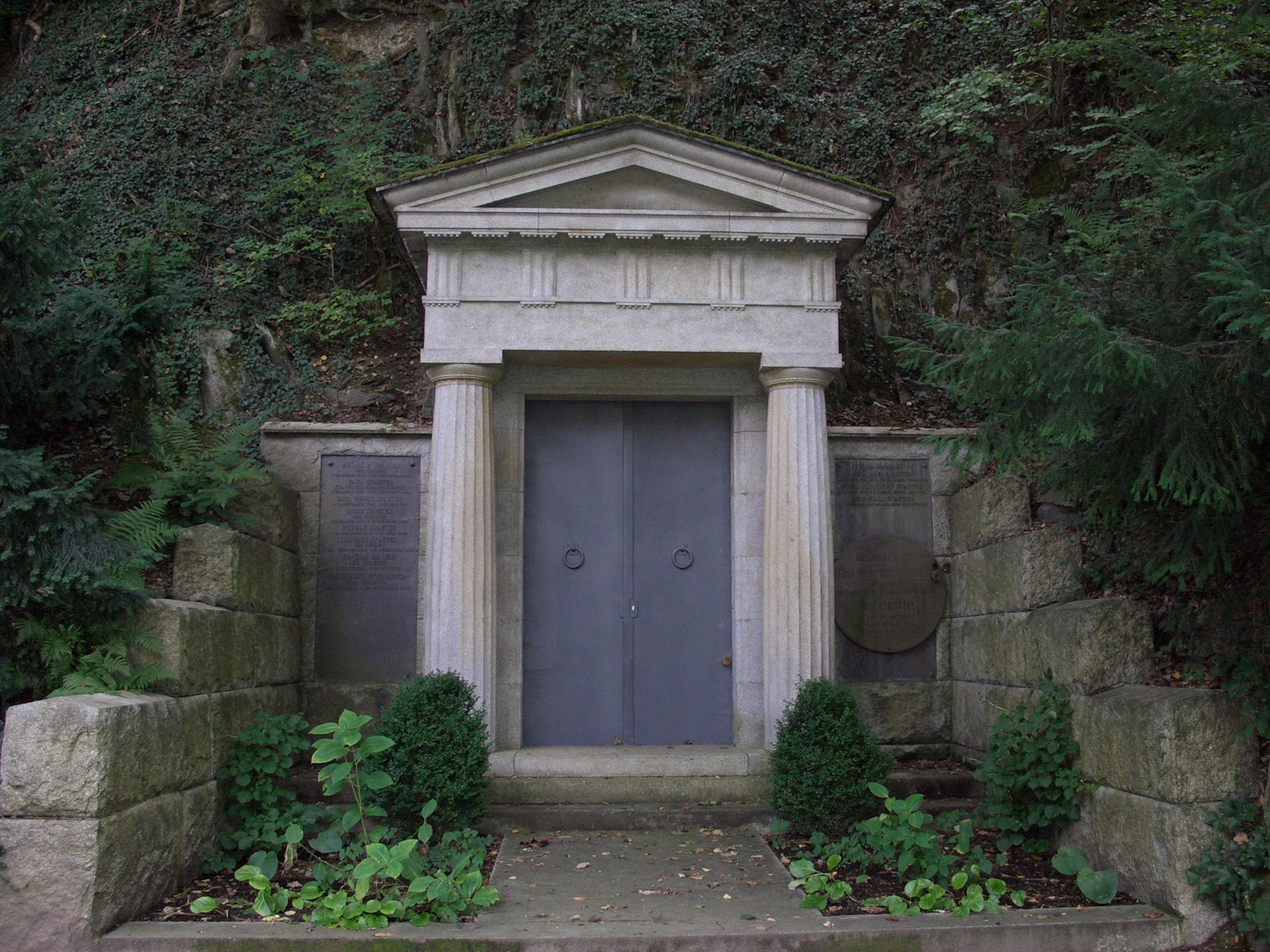
Gruft der Familie Spaeter auf dem Hauptfriedhof Koblenz

Carl Spaeter (* 27. April 1862 in Stadtsulza; † 23. Dezember 1930 in Koblenz) war ein deutscher Industriekaufmann und Industrieller.
Er war der Sohn des Geheimen Kommerzienrates und Großkaufmanns Friedrich Albert Carl Spaeter, der die Firma Carl Spaeter als Eisengroßhandlung in Koblenz gründete.
Er gehörte der Handelskammer Koblenz als Präsident an und leistete einen wesentlichen Beitrag zur Kanalisierung der Mosel. Im Jahre 1897 gründete er eine Zweigniederlassung in Duisburg, die sein Teilhaber und spätere Industrielle Peter Klöckner führte. Heute ist Duisburg Hauptsitz der deutschen Spaeter-Gruppe.
Im Jahre 1929 war Spaeter in Hannover, Schleidenstraße 4, mit Wohnsitz als Kommerzienrat gemeldet.
Mit den Rombacher Hüttenwerken in Rombas schuf sich Spaeter einen Konzern, der eine beachtliche industrielle Basis behauptete. Er bekleidete den stellvertretenden Vorsitz des Verwaltungsrates der Carl Spaeter und Wilhelm Ostwald – Unternehmungen AG zu Glarus in der Schweiz. Weiterhin war er Mitglied des Aufsichtsrats der A.G. Harter Kohlenwerke (Enzenreith, Wien), der Veitscher Magnesitwerke AG (heute RHI AG) (Veitsch, Wien) und stellvertretendes Aufsichtsratsmitglied in der Dampfschifffahrts-Gesellschaft für den Nieder- und Mittelrhein (heute Köln-Düsseldorfer) in Düsseldorf.

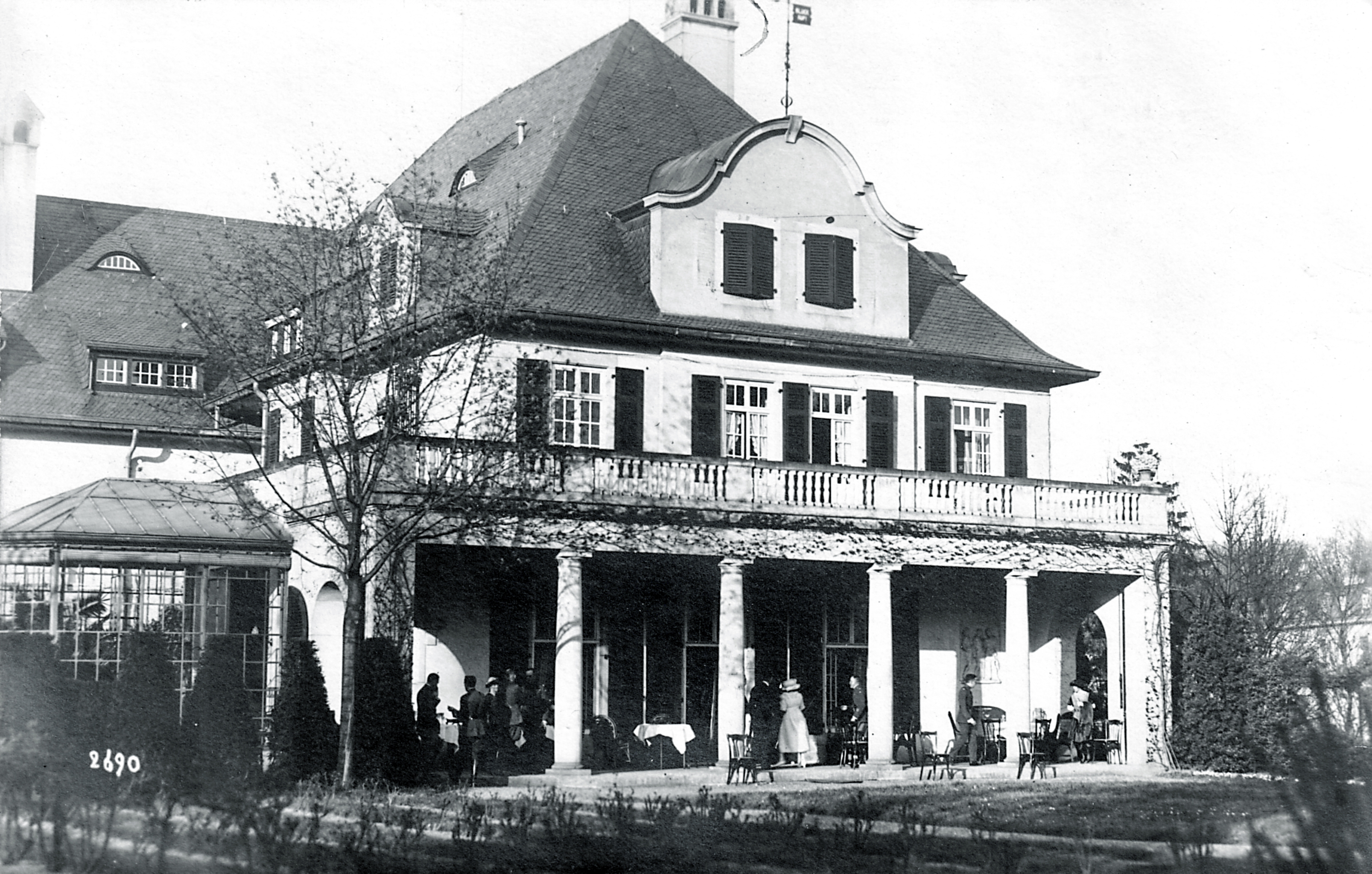
Die Villa Spaeter in Koblenz, Mainzer Straße, 1921

## Villa Spaeter
1910 ließ Carl Spaeter an der Mainzer Straße (108/110) eine repräsentative Villa im Stile spätbarocker-klassizistischer Herrenhäuser errichten. Das Gebäude befand sich inmitten einer ausgedehnten, höher als die Straße gelegenen Parkanlage, die ursprünglich von der Mainzer bis zur Hohenzollernstraße reichte. An die Villa der Unternehmerfamilie schloss sich ein etwas niedrigerer Versorgungs- und Personalbau an. Der in der Fotografie zu sehende Balkon wurde in späteren Jahren zurückgebaut, erhalten blieb dagegen der Wintergarten am linken Bildrand. Während der NS-Zeit diente das Anwesen von 1936 bis 1939 als Sitz der Hitlerjugend Westmark und von 1935 bis 1945 als Dienstgebäude des Chefs der Zivilverwaltung. Das heute denkmalgeschützte Anwesen ist die größte ursprünglich private Wohnanlage, die Zeugnis ablegt vom Selbstverständnis der neuzeitlichen Industriebarone, die an den herrschaftlichen Lebensstil vergangener Zeiten anzuknüpfen versuchten.